# 庫爾貝半島

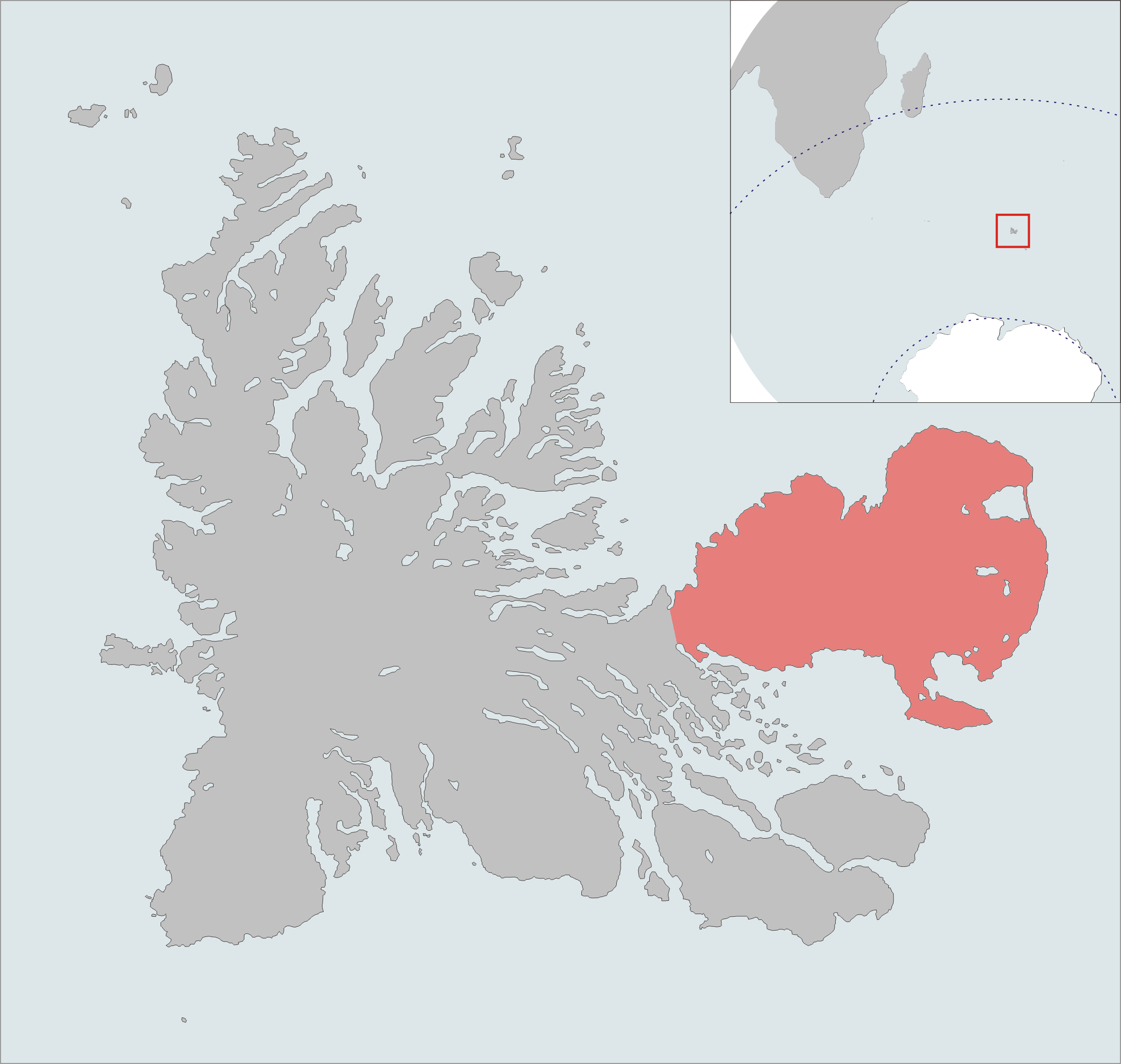

49°15′S 70°12′E / 49.250°S 70.200°E
庫爾貝半島（法語：Péninsule Courbet），是南極洲的半島，位於凱爾蓋朗群島，處於格蘭德特雷島，被國際鳥盟列為重點鳥區，是172,400雙國王企鵝的棲息地，由法屬南部領地負責管轄。